# Dimitri Mitropoulos
Dimitris Mitropoulos (em grego: Δημήτρης Μητρόπουλος) (Atenas, 1 de março de 1896 — Milão, Itália, 2 de novembro de 1960) foi um maestro, pianista e compositor grego. Foi diretor da Orquestra Sinfônica de Minneapolis e atuou como assistente de Erich Kleiber na Berlin State Opera.

## Biografia
Dmitrious Mitropouluos, filho de Yannis e Angeliki Mitropoulos, nasceu em Atenas. Seu pai era proprietário de uma loja de artigos de couro. Ele foi reconhecido muito cedo por sua habilidade musical. Sua composição que mais repercutiu foi uma sonata para violino e piano.
Ele estudou música no Conservatório de Atenas, bem como em Bruxelas e Berlim; entre seus professores estava Ferruccio Busoni. De 1921 a 1925 foi assistente de Erich Kleiber na Ópera Estatal de Berlim e, depois, teve inumeros postos de trabalho na Grécia. Em 1930 participou de um concerto com a Filarmônica de Berlim. 
Mitropoulos fez sua estréia em 1936 com a Orquestra Sinfônica de Boston, e ele mais tarde após regularizar sua situação no país tornou-se um cidadão naturalizado dos Estados Unidos em 1946. De 1937 a 1949, atuou como o principal regente da Orquestra Sinfônica Minneapolis. 
Mitropoulos Em 1949 começou a sua associação com a Filarmônica de Nova York, o pico da sua carreira orquestral. Ele foi inicialmente co-regente com Leopold Stokowski, e passou a ser o único diretor musical em 1951. Mitropoulos gravava bastante com a Filarmônica de Columbia Records e procurou alcançar novos públicos através de aparições na televisão, bem como a realização de uma semana de espectáculos no Roxy Theatre, um popular cinema em Nova York. Mitropoulos expandia o repertório da Filarmônica com obras de novos compositores e defendia as sinfonias de Gustav Mahler. Em 1957 ele foi bem sucedido com a Filarmônica com regente e era protegido por , Leonard Bernstein. 
Além de sua carreira orquestral, Mitropoulos foi igualmente uma importante força na repertório operístico. Ele conduziu óperas extensivamente na Itália e desde 1954 até sua morte em 1960 foi o principal regente do Metropolitan Opera, em Nova York, embora o Met não oficialmente usar esse título no momento.. 
Ele foi notado por ter uma memória fotográfica (que permitiu a ele para levar a cabo, sem a pontuação, mesmo durante os ensaios) e para a sua vida como monge-estilo, devido às suas crenças profundamente cristã (ortodoxa grega). Mitropoulos nunca casou. Ele era "conhecida por ser homossexual calmamente" e "não sentia necessidade de um cosmético casamento." 
Ele morreu em Milão, na Itália com a idade de 64, enquanto ensaiava 3ª sinfonia de Gustav Mahler. Mitropoulos foi observado como um paladino da música moderna, como a dos membros da Segunda Escola Vienense. Ele escreveu uma série de obras para orquestra e obras para piano solo. Além disso, foi muito influente no incentivo Leonard Bernstein do interesse em realizar performances de obras sinfonias de Mahler. Ele também estreou e gravou um concerto de piano Ernst Krenek como solista (disponível em CD), e obras de compositores dos Estados Unidos tais como Roger Sessions e Peter Mennin.

## Discografia parcial
- Barber: Vanessa - Dimitri Mitropoulos/Metropolitan Opera Chorus & Orchestra/Eleanor Steber/Nicolai Gedda/Rosalind Elias/Regina Resnik/Giorgio Tozzi, BMG/RCA
- Brahms/Dawson - Dimitri Mitropoulos/Leopold Stokowski, Deutsche Grammophon
- Mozart, Don Giovanni - 1956 Salzburger Festpiele - Cesare Siepi/Dimitri Mitropoulos/Elisabeth Grümmer/Fernando Corena/Gottlob Frick/Lisa Della Casa/Léopold Simoneau/Rita Streich/Walter Berry/Wiener Philharmoniker & Chor, Sony
- Puccini: Madama Butterfly - Dimitri Mitropoulos/Metropolitan Opera Orchestra, Big Eye
- Shostakovich, Violin and Cello Concertos - David Oistrakh/Dimitri Mitropoulos/Eugene Ormandy/Mstislav Rostropovich/The Philadelphia Orchestra, 1960 SONY BMG
- Shostakovich: Violin Concerto No. 1 (1956) - David Oistrakh/Dimitri Mitropoulos/New York Philharmonic, Naxos
- Shostakovich: Symphonies Nos. 9 & 10 - New York Philharmonic/Dimitri Mitropoulos/Efrem Kurtz, Mangora
- Tschaikowsky: SINFONIA N.6 PATHETIQUE (1958) - New York Philharmonic/Dimitri Mitropoulos, Columbia
- Verdi, Un ballo in maschera - Dimitri Mitropoulos/Jan Peerce/Marian Anderson/Metropolitan Opera Orchestra/Robert Merrill/Roberta Peters/Zinka Milanov, Sony